# 고바야시 유이
코바야시 유이(일본어: 小林 由依, 1999년 10월 23일~)는 일본의 여성 아이돌이자, 패션 모델 , 여배우이며, 여성 아이돌 그룹 전 사쿠라자카46의 멤버이다.